# Croton macrocarpus
Espèce
Statut de conservation UICN

 CR B1+2c : 
En danger critique
Croton macrocarpus est une espèce de plantes à fleurs du genre Croton et de la famille Euphorbiaceae présente sur la péninsule malaise.
Il a pour synonyme :
- Croton grandifructus, Radcl.-Sm. & Govaerts, 1997